# 進学指導重点校 (千葉県)
千葉県における進学指導重点校（しんがくしどうじゅうてんこう）とは、組織的で計画的な進学指導を推進し、生徒一人一人の学力の向上を図り、生徒の目標達成を支援する教育活動を展開することを目的として千葉県教育委員会から指定された県立高等学校である。

## 指定校
注釈なき場合のこの節の出典
2004年度指定
- 千葉県立千葉東高等学校
- 千葉県立船橋高等学校
- 千葉県立佐原高等学校
- 千葉県立長生高等学校
- 千葉県立木更津高等学校

2007年度指定
- 千葉県立東葛飾高等学校（2015年度に中高一貫教育重点校へ移行）[4]
- 千葉県立安房高等学校

2010年度指定
- 千葉県立佐倉高等学校
- 千葉県立成東高等学校

2013年度指定
- 千葉県立匝瑳高等学校

2015年度指定
- 千葉県立柏高等学校